# Kalanchoe laetivirens
Kalanchoe laetivirens (Kalanchoe × laetivirens) е вид каланхое (раздел Bryophyllum). Това е най-вероятно хибрид между K. daigremontiana и K. laxiflora (синоним Bryophyllum crenatum) и следователно група невалидни имена за такъв хибрид, включително Kalanchoe crenodaigremontiana, Kalanchoe crenato-daigremontiana, Bryophyllum crenodaigremontillumlum и Bryotophumum са просто синоними на K. laetivirens.
Често е погрешно идентифициран като един от родителите си, K. daigremontiana, който има ленти или петна по гърба на листата, докато листата на K. laetivirens са напълно зелени, както е посочено от неговия епитет laetivirens, което означава „буйно зелено“.